# Saddehjavri
Saddehjavri eller Shäddehjävri är en sjö i Finland. Den ligger i kommunen Enare i landskapet Lappland, i den norra delen av landet, 1 000 km norr om huvudstaden Helsingfors. Saddehjavri ligger 256,5 meter över havet. Omgivningarna runt Saddehjavri är i huvudsak ett öppet busklandskap. Arean är 96,9 hektar och strandlinjen är 5,83 kilometer lång. Sjön  ingår i Pasvik älvs huvudavrinningsområde. 